# 茸茸鼠
茸茸鼠（日语： Mochikomame */?）是一位日本個人勢虛擬YouTuber，於2021年7月25日初配信正式出道。

## 簡介
是一個想成為龍貓（绒鼠）系的Vtuber，在師傅美綠綠（Meruru）的指導下學習變身術，喜歡唱歌、草莓味的零食、創作活動。出道初期，茸茸鼠主要以歌曲作為直播內容。但到了2021年9月，茸茸鼠與另一位VTuber洛可洛斯特聯動合作，被以迷因影片教學中文。在此之後，茸茸鼠開始了學習臺灣迷因的直播企劃，並時常在各式直播中使用中文和臺語。至此之後，其訂閱數大幅增加，在當年10月14日突破十萬，使之成為訂閱數成長速度第一的VTuber。同月，茸茸鼠開啟了頻道收益化，並於該月創下世界第五的單日SuperChat紀錄。稱粉絲為「茸民」。 
2023年6月25日，茸茸鼠以個人勢身分加盟春魚工作室。

## 軼事
2022年9月8日，茸茸鼠直播吃漢堡，並於開播後42分突然昏睡過去，使觀眾十分擔心，直至經紀人與洛可洛斯特不斷通過電話才終於叫醒她；而在先前，她便表示有失眠的問題。
2022年12月9日，茸茸鼠直播分享台灣周邊玩具，在23點50分與觀眾道別但並未關台，持續收音共約9個小時，直至隔日上午9點才發現此事。由於茸茸鼠的V皮持續了約9個小時的揮手動作，茸茸鼠被網友戲稱為「揮夜姬」。
2023年1月21日，茸茸鼠直播陪著台灣觀眾守歲跟抽《Fate/Grand Order》尼托克里斯，並於開播後約1小時35分後再次昏睡，約莫37分鐘後才清醒。

## 外部連結
- 網站 （页面存档备份，存于）
- YouTube上的Komame ch.茸茸鼠頻道
- 茸茸鼠的X（前Twitter）
- 鼠鼠日記的X（前Twitter）
- もちこまめ的Facebook